# Младен Кошћак
Младен Кошћак (Загреб, 16. октобра 1936 — Загреб, 3. августа 1997) био је југословенски фудбалер. Играо је у одбрани.